# E.T. the Extra-Terrestrial (gra komputerowa)
E.T. the Extra-Terrestrial – komputerowa gra przygodowa wydana w 1982 roku na konsolę Atari 2600, zaprojektowana przez Howarda Scotta Warshawa na motywach filmu pod tym samym tytułem. Celem gracza jest poprowadzenie tytułowej postaci przez kilka poziomów i zebranie trzech kawałków telefonu, dzięki czemu może ona skontaktować się ze swoją ojczystą planetą.
Według Warshawa gra miała być innowacyjną adaptacją filmu, a według Atari – jako produkcja bazująca na popularnym na całym świecie filmie – miała osiągnąć wysokie wyniki sprzedaży. Negocjacje dotyczące praw do zrealizowania adaptacji zakończyły się pod koniec lipca 1982 roku, co dało Warshawowi zaledwie pięć i pół tygodnia na opracowanie gry, mającej trafić do sprzedaży w okresie bożonarodzeniowym.
E.T. często wymieniany jest jako gra, która przyczyniła się do ogromnych strat finansowych Atari w 1983 i 1984 roku. W wyniku nadprodukcji i zwrotów znaczną liczbę niesprzedanych kartridży zakopano w pobliżu miasta Alamogordo w stanie Nowy Meksyk. Gra stała się wielkim rozczarowaniem w przemyśle gier komputerowych i wskutek tego jest wymieniana jako jeden z czynników, który doprowadził do zapaści rynku gier wideo w 1983 roku. W 2013 roku grupa pasjonatów gier postanowiła przeprowadzić wykopaliska w poszukiwaniu zaginionych kartridży z grą. We współpracy m.in. z przedsiębiorstwem Microsoft 26 kwietnia 2014 roku odnaleziono zakopane egzemplarze gry. Podczas wykopalisk był obecny m.in. autor gry, Howard Scott Warshaw.

## Rozgrywka
E.T. to gra przygodowa, w której gracz kontroluje tytułowego bohatera filmu. Celem gry jest zebranie trzech kawałków telefonu międzyplanetarnego. Kawałki są rozproszone losowo w różnych dziurach. U dołu ekranu znajduje się pasek życia, który zmniejsza się pod wpływem jakiegoś ruchu (w tym teleportacji, spadania do dziury i wznoszenia się). Aby temu zapobiec, E.T. może zbierać ciemne kropki, których używa się do przywrócenia energii. Kiedy zbierze ich dziewięć, postać może zadzwonić do Elliota, żeby uzyskać kawałek telefonu. Po zdobyciu trzech kawałków, gracz musi poprowadzić E.T. do obszaru, gdzie ten może korzystać z telefonu umożliwiającego zadzwonienie na jego rodzinną planetę.
Po nawiązaniu połączenia, E.T. musi w wyznaczonym czasie dotrzeć do statku kosmicznego. Następnie dostaje się do lasu, gdzie jego statek pozostawił go na początku gry; wtedy statek pojawia się na ekranie ponownie i pozwala go zabrać z powrotem na swoją planetę. Po tym gra zaczyna się od nowa, z tym samym poziomem trudności, a zmienia się tylko położenie kawałków telefonu. Wynik uzyskany w trakcie rundy zostaje przeniesiony do następnej rozgrywki. Gra kończy się, gdy pasek energii wyczerpuje się lub gdy gracz zdecyduje się na zakończenie rozgrywki.

## Produkcja

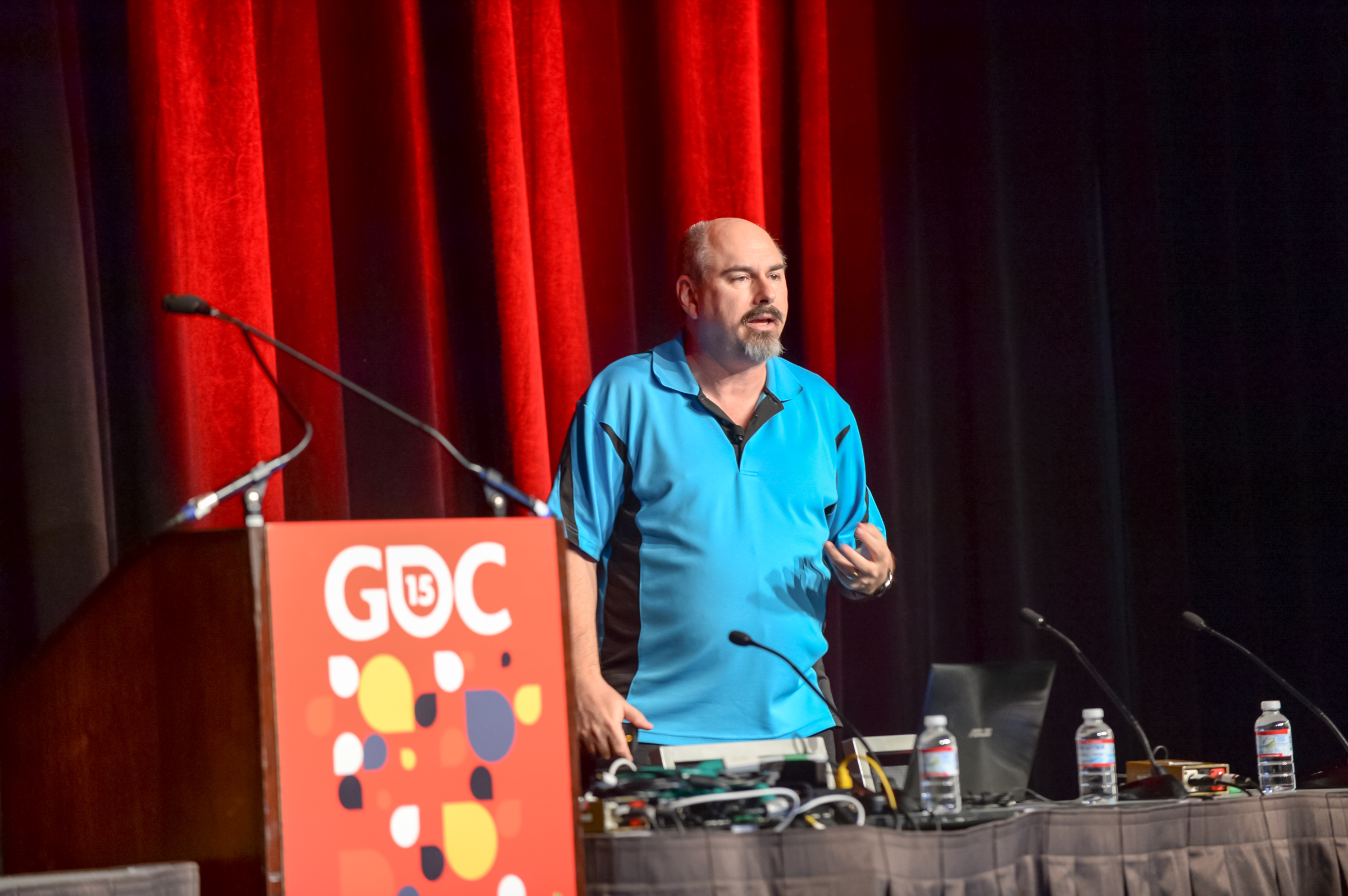
Howard Scott Warshaw

Po komercyjnym sukcesie filmu w czerwcu w 1982 roku, dyrektor naczelny Warner Communications (spółka dominująca Atari) Steve Ross rozpoczął negocjacje ze Stevenem Spielbergiem i Universal Pictures, żeby nabyć licencję na produkcję gry wideo opartej na filmie. Pod koniec lipca Warner Communications ogłosiło, że nabyło wyłączne prawa do produkcji na całym świecie. Chociaż dokładne dane dotyczące transakcji nie zostały ujawnione w ogłoszeniu, później poinformowano, że Atari zapłaciło 20–25 mln USD za prawa do filmu. Planowano również grę na automaty opartą na E.T., ale ze względu na krótki termin produkcji, jej stworzenie uznano za niemożliwe.
27 lipca 1982 szef Atari Ray Kassar skontaktował się z Howardem Scottem Warshawem w celu zlecenia produkcji gry. Kassar zaznaczył, że okres produkcji musi zakończyć się przed 1 września, tak żeby gra znalazła się w sklepach w grudniowym okresie świątecznym. Warshaw zaakceptował propozycję z uwagi na to, że za pomysłem stał Spielberg, którego był fanem, a grę trzeba było wyprodukować w krótkim terminie, co stanowiło dla niego wyzwanie. Jako że Warshaw był jedynym programistą w zespole i pracował nad grą zarówno w biurze, jak i w domu, został mu przydzielony kierownik sprawdzający, czy regularnie je posiłki. Na promocję gry w gazetach i telewizji wydano ponad 5 milionów dolarów, co w tamtym okresie było największym budżetem przeznaczonym na reklamę gry komputerowej. W reklamach telewizyjnych brał udział Spielberg. Celem Atari było sprzedanie 4 milionów egzemplarzy.

## Odbiór
Początkowo gra okazała się dużym sukcesem. W grudniu 1982 i styczniu 1983 roku była jedną z czterech najlepiej sprzedających się gier według magazynu „Billboard”. Sprzedano ponad 1,5 miliona kopii, przez co E.T. jest jedną z najlepiej sprzedających się gier na Atari 2600. Niesprzedanych pozostało jednak od 2,5 do 3,5 miliona kartridży, wobec czego gra nie spełniła oczekiwań, a Warner Communications nie było zadowolone z wyników sprzedaży.
Według Stevena Kenta, gra cieszy się złą sławą w branży elektronicznej rozrywki. Skrytykował on prostą oprawę graficzną, nudną rozgrywkę i rozczarowującą fabułę. Emru Townsend z magazynu „PC World”, razem z częścią redakcji, negatywnie ocenił spadanie w dziury, opisując tę czynność jako monotonną.
Od momentu wydania, E.T regularnie trafia na listy najgorszych gier w historii. W 1984 roku, po wcześniejszym głosowaniu, czytelnicy czasopisma „Softalk” uznali ją drugą w rankingu najgorszych gier (po Congo Bongo) 1983 roku przeznaczoną na Atari. W 2006 roku magazyn „PC World” umieścił ją na 1. miejscu listy najgorszych gier, a w 2015 roku na podobnej liście umieściła ją gazeta „The Guardian”. Zdaniem Warshawa lepiej jest, kiedy ludzie określają E.T najgorszą grą w historii, ponieważ stworzył on również Yars’ Revenge, uznawaną za jedną z najlepszych, co – zdaniem Warshawa – czyni z niego wyjątkowego projektanta.

## Wpływ na branżę gier
E.T. często wymieniany jest wśród najważniejszych gier komputerowych w historii. Słaba sprzedaż i zwroty kartridży przyczyniły się do ogromnych strat finansowych Atari w 1983 i 1984 roku. Przed końcem 1982 roku Atari zaczęło tracić dominację na rynku, kiedy zaczęły działać na nim inne przedsiębiorstwa. Słaby odbiór, w połączeniu z brakiem rentownej strategii marketingowej, doprowadziły do tego, że gra była jednym z powodów, przez które Atari w 1983 roku zanotowało straty w wysokości 536 mln USD, co rok później doprowadziło do podziału spółki – utworzono Atari Games, a ostatecznie zamknięto Atari Inc.
Zdaniem Stevena Kenta, E.T., wydany niedługo po porcie Pac-Mana na Atari 2600, przyczynił się do pogorszenia reputacji i przychodów Atari. W 1983 roku spółka zmniejszyła zatrudnienie o 30 procent i straciła 356 mln USD. Inne przedsiębiorstwa, takie jak Activision, Bally Manufacturing i Mattel, doświadczyły podobnych wyników na skutek załamania w przemyśle.

## Zakopanie gier

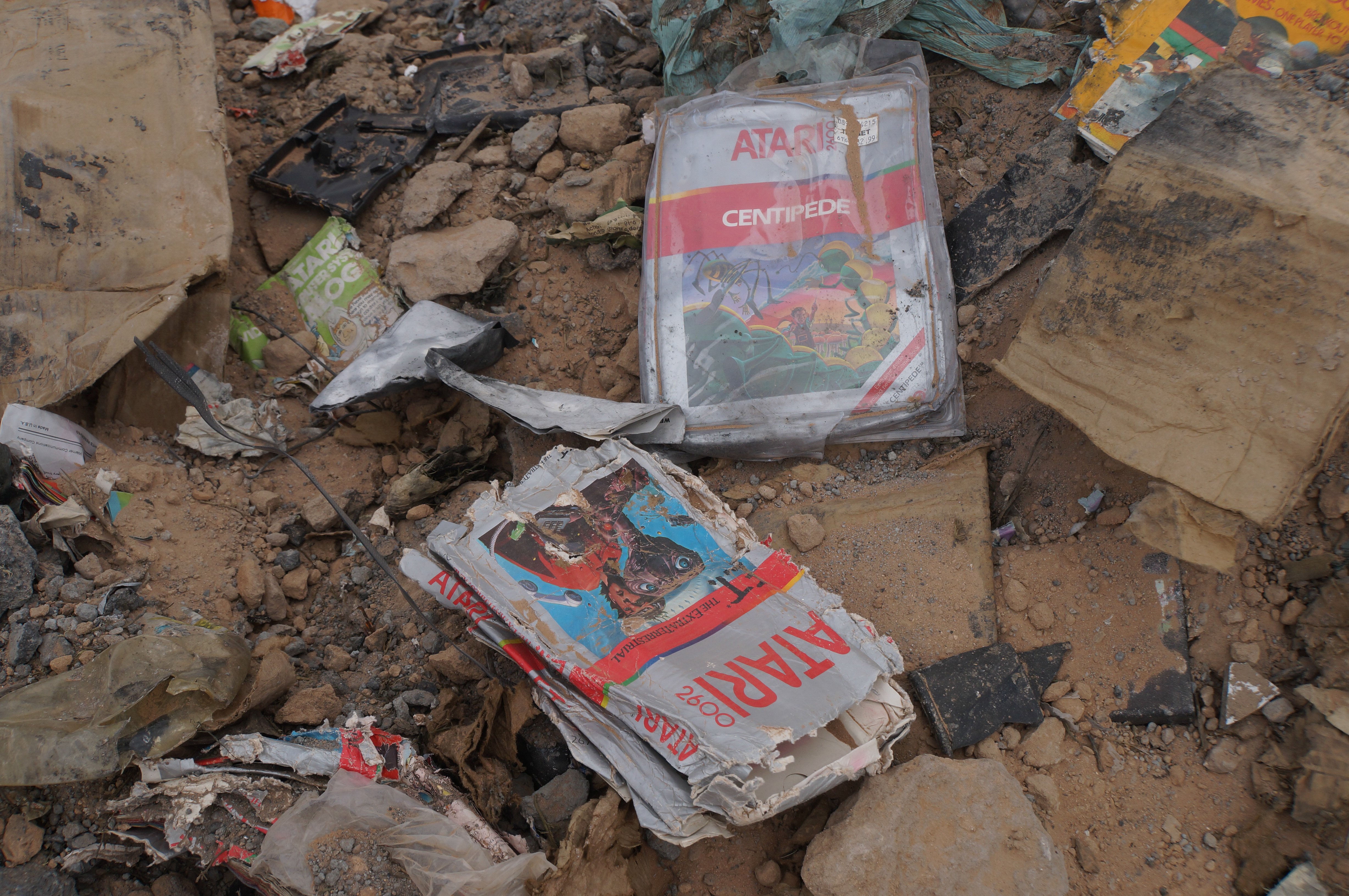
Kartridże m.in. z grą E.T. wykopane w Alamogordo

We wrześniu 1983 roku dziennik „Alamogordo Daily News” z Alamogordo (stan Nowy Meksyk), opisał w serii artykułów naczepy zwożące kartony z kartridżami Atari z magazynu przedsiębiorstwa w El Paso w Teksasie. Kartridże zostały później zakopane na miejskim wysypisku śmieci. Opowieść o zakopanych kartridżach z czasem zaczęto traktować jako miejską legendę. Sceptycy, w tym Warshaw, ignorowali oficjalne sprawozdania producenta.
28 maja 2013 roku rada miejska Alamogordo zatwierdziła wniosek przedsiębiorstwa Fuel Industries, udzielając mu zgody na prowadzenie przez sześć miesięcy prac wykopaliskowych na terenie wysypiska, celem zrealizowania filmu dokumentalnego o zakopaniu i wykopaniu gier. 26 kwietnia 2014 roku, niedługo po rozpoczęciu wykopów, znaleziono kartridże z E.T. i innymi niesprzedanymi grami Atari. Wbrew obiegowej opinii, kartridże z E.T. stanowiły jednak tylko około 30% wszystkich nośników, jakie zutylizowano na wysypisku.